# Jever
Jever (phát âm tiếng Đức: [ˈjeːfɐ]; phát âm [ˈjeːvɐ] của người bên ngoài địa phương này) là thủ phủ của huyện Friesland trong bang Niedersachsen, Đức. Đô thị này có diện tích 42,13 km². Các phát hiện khảo cổ cho thấy Jever đã từng là một khu định cư của người Chauci thời La Mã. Tại đây có lâu đài Jever được xây bởi Edo Wiemken anh cả vào năm 1416, và bị phá huỷ bơi những người Đông Frisia năm 1420. Người kế vị Edo là Hayo Harldas đã xây lại lâu đài năm 1428, cuối cùng hoàn thànhnăm 1505 bởi Edo em. Có 5 giáo đường ở Jever.